# مكدامية قائمة

مكدامية قائمة (الاسم العلمي:Macadamia erecta) هي نوع نباتي يتبع جنس المكدامية من الفصيلة البروطية.